# Eckkopfturm
Der Eckkopfturm ist ein 25 m hoher Aussichtsturm auf dem namensgebenden Eckkopf, einem 516 m hohen Berg in der Haardt, dem Ostrand des Pfälzerwalds. Die teilweise mit Holz verkleidete Stahlrohrkonstruktion wurde 1975 errichtet und im Juli desselben Jahres eingeweiht.

## Geographische Lage
Der Eckkopfturm auf dem Rücken des Eckkopfs steht, mit seiner Basis 1 m niedriger (515 m) als der Gipfelpunkt und 70 m westlich von diesem, etwa 3,6 km westnordwestlich des Stadtzentrums von Deidesheim im rheinland-pfälzischen Landkreis Bad Dürkheim. Er ist über verschiedene Wanderwege erreichbar.

## Beschreibung
Der auf quadratischem Grundriss errichtete Eckkopfturm verfügt über eine sechsläufige Stahltreppe mit Holzstufen, die über drei Zwischenpodeste und zwei Zwischenplattformen zur Spitze des Turms führt. Insgesamt sind beim Aufstieg zur Aussichtsplattform 107 Stufen zu bewältigen. Diese liegt auf 541 m Höhe und ermöglicht eine umfassende Rundsicht, die nicht nur über weite Teile des Pfälzerwaldes reicht, sondern auch über die Oberrheinische Tiefebene mit zahlreichen Ortschaften bis hin zum Odenwald. An Tagen mit guter Fernsicht erkennt man in nördlicher Richtung den Taunus mit dem Großen Feldberg in 94 km Entfernung und die Skyline von Frankfurt am Main in einer Distanz von 90 km sowie im Süden die Hornisgrinde im Nordschwarzwald und ebenfalls 90 km Entfernung. Bei optimalen Bedingungen reicht die Sicht vom Vogelsberg im Nordnordosten und 146 km Entfernung bis zu Belchen und Blauen im Südschwarzwald und 179 bzw. 185 km Entfernung. Unterhalb des Turms befindet sich eine Gaststätte, die an einigen Wochenenden und Feiertagen geöffnet ist. Sie wird von Vereinen der näheren Umgebung bewirtschaftet; die Termine werden von der Verbandsgemeinde Deidesheim, die zur Betreuung einen Hüttenwart bestellt, unter den Vereinen verlost.

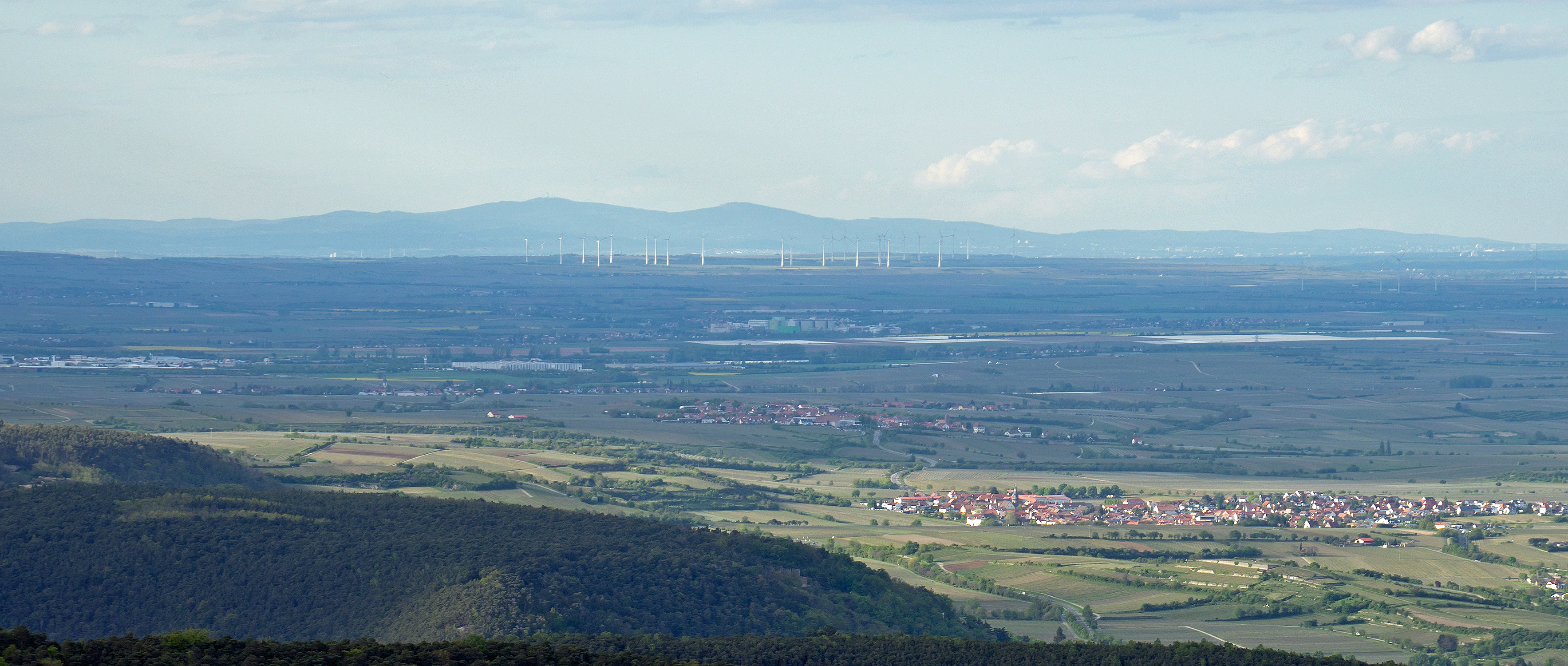
Fernsicht nach Norden zum Taunus
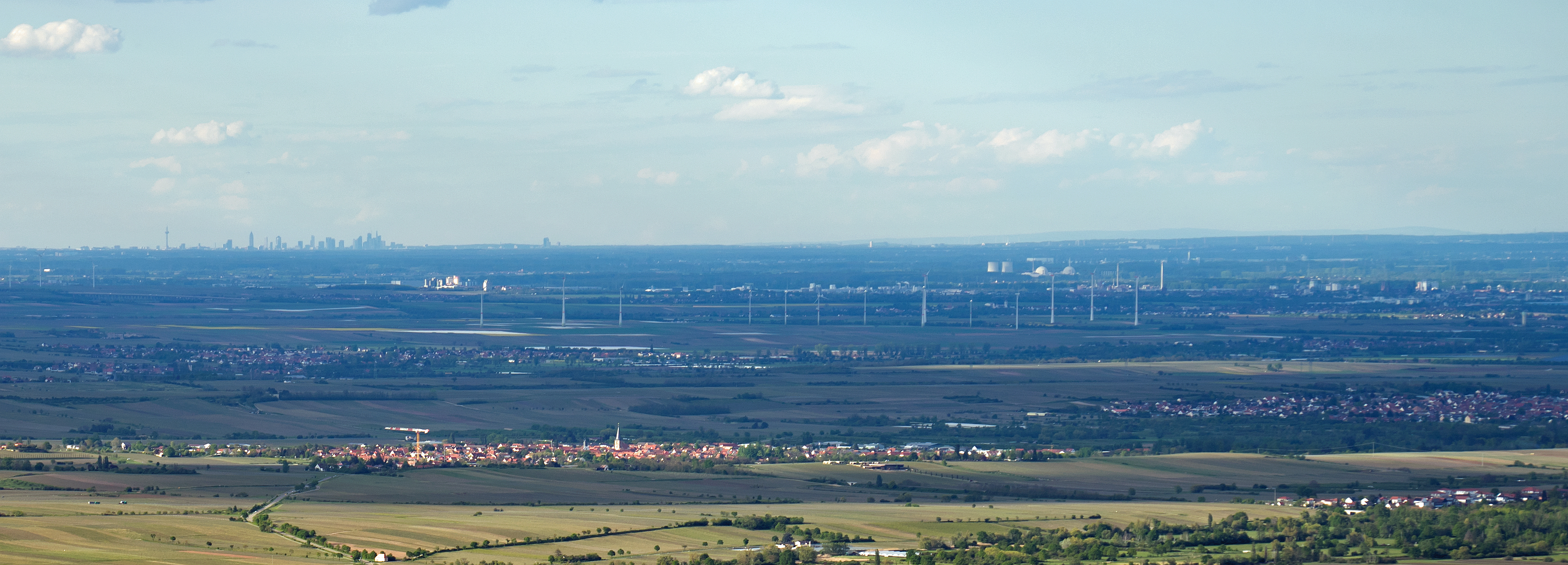
Blick zur Skyline von Frankfurt und zum Vogelsberg in 90 bzw. 146 km Entfernung.
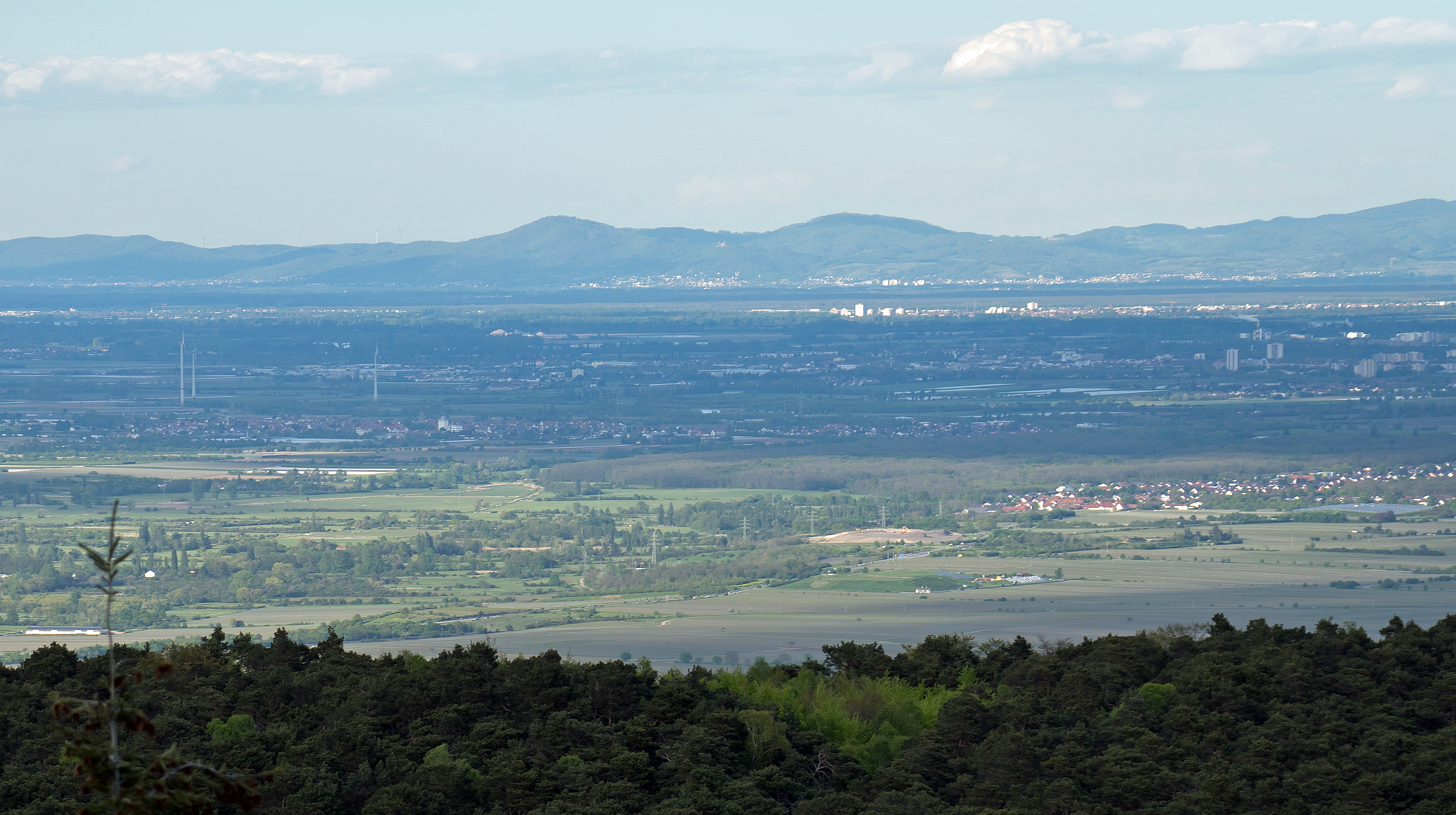
Blick über die Oberrheinebene bis zum Melibokus im Odenwald
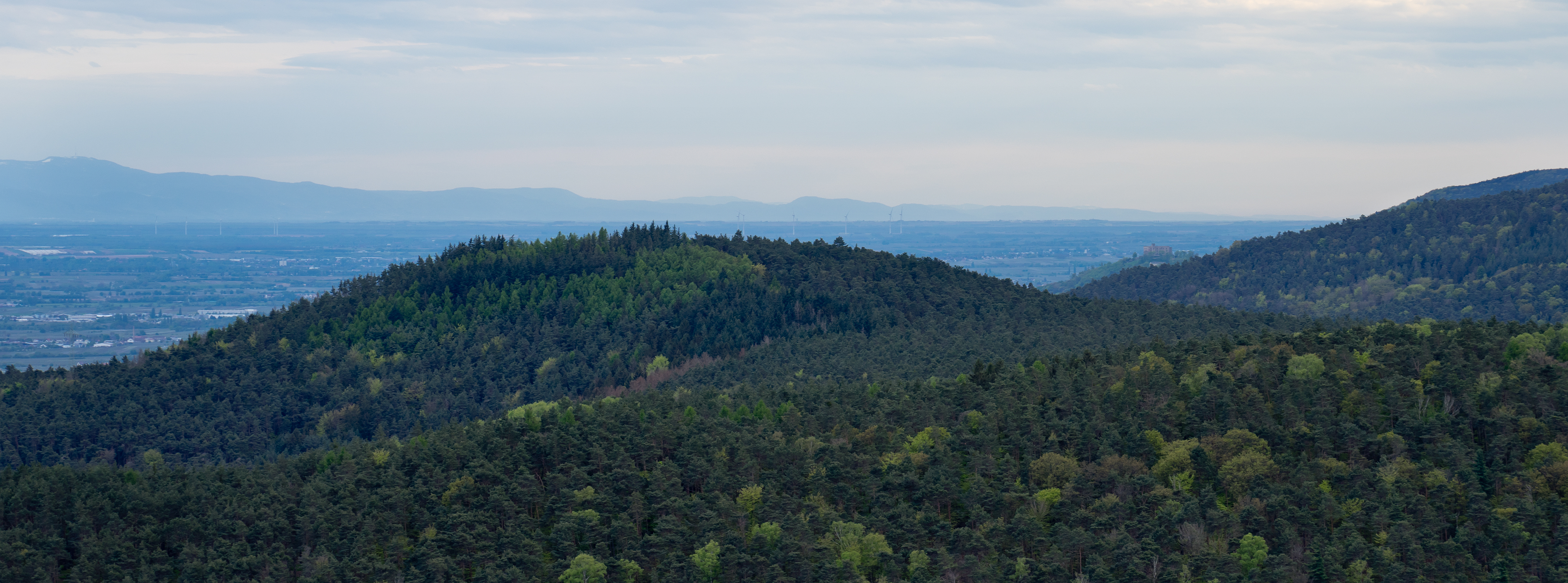
Fernsicht zur Hornisgrinde, zum Belchen und bis zum Blauen in bis zu 185 km Distanz.
Panoramabild, aufgenommen auf der Aussichtsplattform des Turms

## Geschichte
Der Turm hatte zwei Vorgängerbauwerke. Das erste wurde 1891 errichtet und stürzte 1920 bei einem Sturm ein. Das zweite ließ die neu gebildete Verbandsgemeinde Deidesheim 1973 bauen; es war eine reine Holzkonstruktion, die nur 14 Monate nach der Fertigstellung, am 5. Januar 1975, durch Brandstiftung zerstört wurde. 
Der jetzige Bau wurde daraufhin mit dem Geld errichtet, das die Versicherung nach dem Brandschaden zu bezahlen hatte, sowie einiger Spenden. Er wurde in seiner ursprünglichen Gestalt wieder aufgebaut, dieses Mal allerdings als Stahl-Holz-Konstruktion. Am 26. und 27. Juli 1975 wurde er der Öffentlichkeit übergeben. Mehr als 2000 Personen besuchten an diesen beiden Tagen die Eröffnungsfeier, bei der der Pfälzer Mundartdichter Paul Tremmel ein Festgedicht vortrug.
Bundespräsident Karl Carstens besuchte 1982 im Rahmen seiner bundesweiten Wanderungen den Eckkopfturm.